# ガルベストン級ミサイル巡洋艦
ガルベストン級ミサイル巡洋艦（ガルベストンきゅうミサイルじゅんようかん、英語: Galveston-class guided missile light cruiser）は、アメリカ海軍のミサイル巡洋艦の艦級。クリーブランド級軽巡洋艦にタロス艦対空ミサイルを搭載して改装した艦である。

## 来歴
アメリカ海軍は、第二次世界大戦末期より、全く新しい対空兵器として艦対空ミサイルの開発に着手していた。これらのミサイル・システムは、その重量・容積の大きさと、これを収容できる船体の入手の都合から、まず大戦世代の巡洋艦を改装して搭載されることになった。まず1952年度予算で、ボルチモア級重巡洋艦2隻にテリアミサイルが搭載され、ボストン級ミサイル巡洋艦として再就役した。
これに続いて、1956年・1957年度で、予備役にあったクリーブランド級軽巡洋艦をもとにミサイル巡洋艦として改装することが計画された。当初計画では9隻の改装が検討されていたが、同時期に新造ミサイル艦の計画が進められていたこともあって整備数は削減され、最終的に、テリア搭載艦3隻とタロス搭載艦3隻の計6隻が改装されることになった。このうちタロス搭載艦として改装されたのが本級である。なおテリア搭載艦として改装されたのがプロビデンス級であった。

## 設計
基本的には、クリーブランド級の後半部を改装してタロス艦対空ミサイル・システムを搭載した構成となっている。艦尾甲板にはMk.7 mod.0連装発射機（搭載弾数46発）1基が設置され、その直前の後部上構には、AN/SPG-49火器管制レーダー2基が背負式に設置されている。またレーダーとして、前檣に対空捜索レーダー、中檣に3次元レーダー、そして後檣に高角測定レーダーが設置されており、またいくつかの艦では3次元レーダーと高角測定レーダーを逆にして設置した。
「ガルベストン」では、艦首側の47口径6インチ三連装砲2基および38口径5インチ連装砲3基は維持されていたが、「リトルロック」「オクラホマシティ」では、更に6インチ3連装砲1基および5インチ連装砲2基も撤去されて、艦橋構造物を拡張し、旗艦設備を備えた。また40mm・20mmの機銃はすべて撤去された。主方位盤としてMk.34、副方位盤としてMk.37を備えていたが、「オクラホマシティ」では、上部重量軽減策の一環として、Mk.34は撤去された。
艦尾甲板にはヘリコプター甲板が設定され、小型ヘリコプター1機を搭載できたが、格納庫は設定されていなかった。その後、1960年代初頭までに、QH-50 DASHの運用能力が付与されるとともにAN/SQS-23ソナーも搭載され、対潜戦に対応した。
クリーブランド級から改装されたガルベストン級・プロビデンス級はいずれもトップヘビーの問題を抱えていたが、本級では特に深刻で、「オクラホマシティ」では540トン、「リトルロック」では1200トンの固定バラストが搭載されたほか、上記の方位盤撤去を含めて、各種の重量軽減策が講じられた。「ガルベストン」ではホッギングの問題が深刻で、他の2隻に先駆けて1970年に予備役編入された。

### 兵装要目
| ガルベストン                                     | リトルロック・オクラホマシティ              |
| ------------------------------------------------ | ------------------------------------------- |
| Mk.16 6インチ砲×6門 （3連装砲塔として搭載）      | Mk.16 6インチ砲×3門 （3連装砲塔として搭載） |
| Mk.12 5インチ砲×12門 （連装砲塔として搭載）      | Mk.12 5インチ砲×4門 （連装砲塔として搭載）  |
| Mk.7 連装ミサイル発射機×1基 （RIM-8タロスSAM用） |                                             |

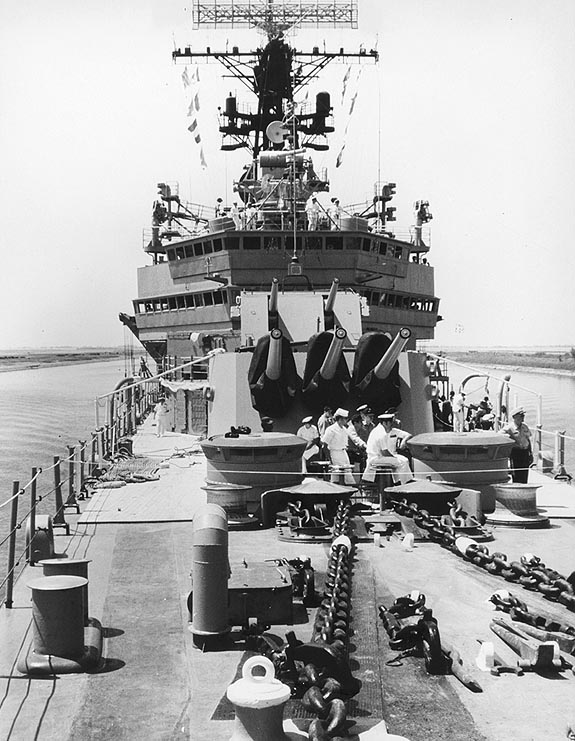
「リトルロック」艦首側の砲熕兵器群。
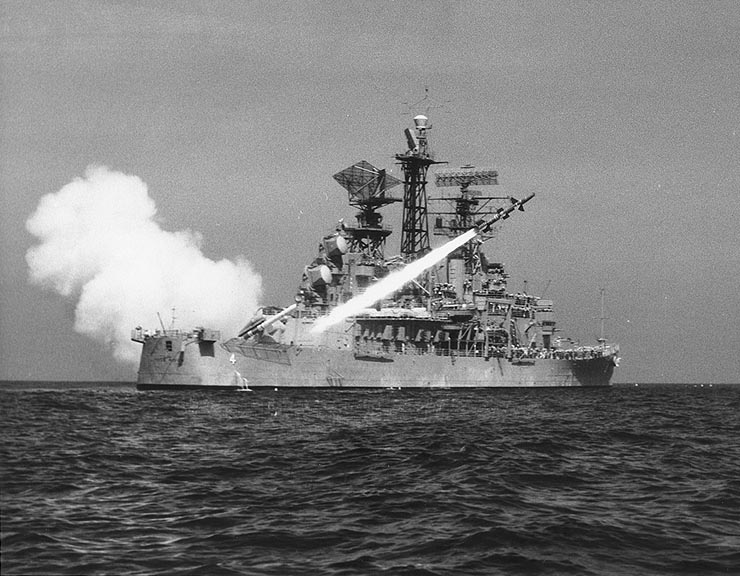
タロス・ミサイルを発射する「リトルロック」。
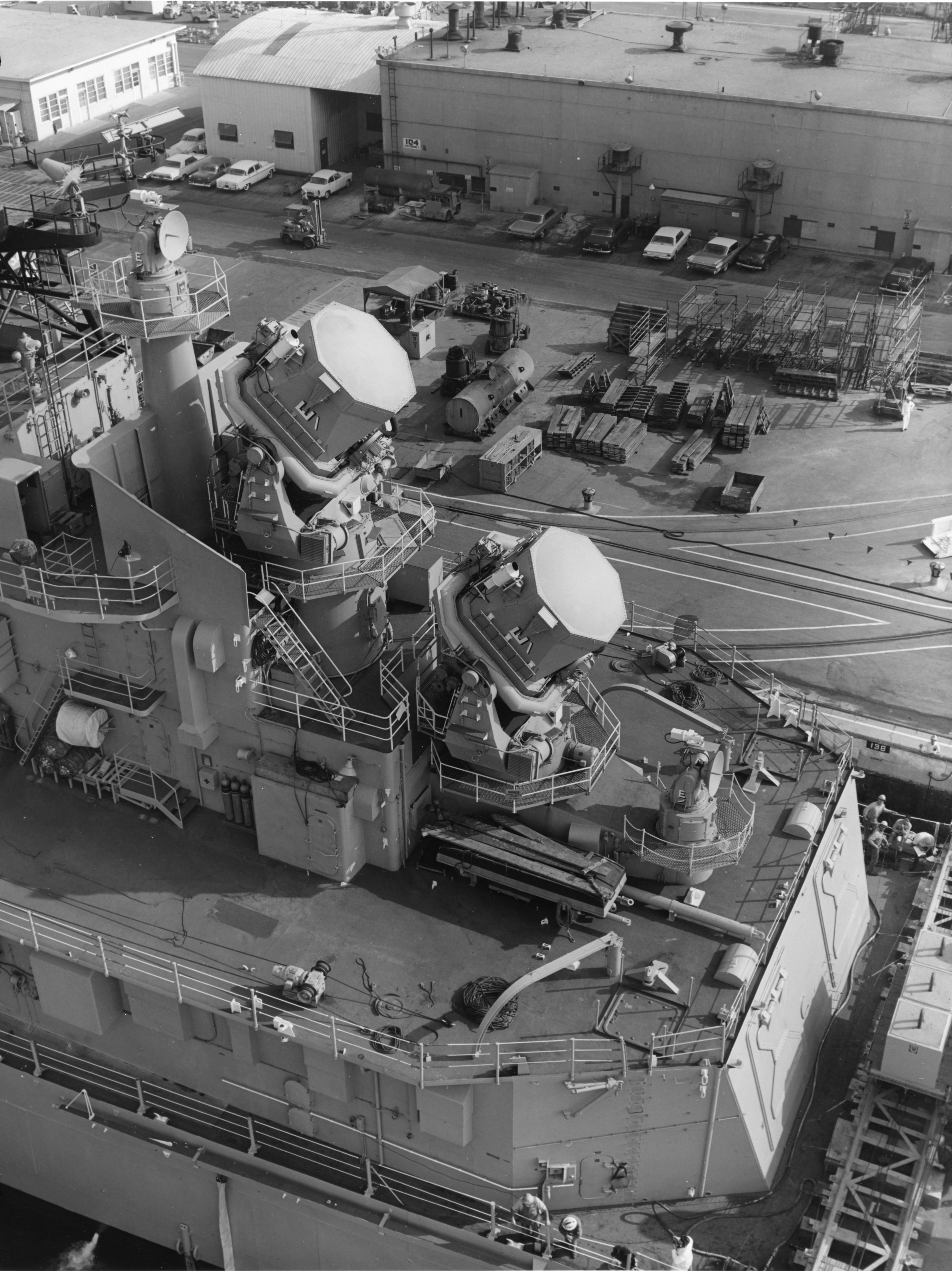
「オクラホマシティ」後部のレーダー群。大型のSPG-49イルミネータと小型のSPW-2データ・リンク・アンテナが見える。

## 同型艦
上記の通り、ホッギングの問題もあって「ガルベストン」は早期に予備役編入されたが、残り2隻は旗艦設備が重宝されたこともあってやや長く現役にとどまり、ナンバード・フリートの旗艦として配された。しかし広域防空艦としての能力は新造艦と比して低かったことから、これらも1979年までに運用を終了した。なお1975年の艦種分類再編の際には、「リトルロック」と「オクラホマシティ」がミサイル巡洋艦（CG）に再分類されている。
| 艦番号 | 艦名                               | 起工           | 再就役         | 退役            |
| ------ | ---------------------------------- | -------------- | -------------- | --------------- |
| CLG-3  | ガルベストン USS Galveston         | 1943年 8月     | 1958年 5月28日 | 1970年 5月      |
| CLG-4  | リトルロック USS Little Rock       | 1943年 3月     | 1960年 6月3日  | 1976年 5月      |
| CLG-5  | オクラホマシティ USS Oklahoma City | 1942年 12月8日 | 1960年 9月7日  | 1979年 12月15日 |